# مكسيكانو 777
إسرائيل بيراليس أورتيز ( كاغواس، بورتوريكو، 1 سبتمبر 1972 - 23 يوليو 2015 )، المعروف باسمه المسرحي مكسيكانو 777 أو ببساطة مكسيكانو، هو مغني راب بورتوريكي لموسيقى الراب والهيب هوب وأحيانًا موسيقى الريغيتون.
توفي المغني في عام 2015 بسبب سرطان الحلق الذي عانى منه منذ عام 2010 الدعاة أعرب أصدقاء المغني مثل تيمبو ودادي يانكي وتيتو إل بامبينو وفاروكو وإلفيس كريسبو وكوسكولويلا وشقيقه إل بيما عن أسفهم. أعرب بيما عن ألمه في الأخبار من خلال منشورات مختلفة على شبكات التواصل الاجتماعي.

## روابط خارجية
- مكسيكانو 777؟ في Allmusic
- مكسيكانو 777[وصلة مكسورة] على Vevo
- مكسيكانو 777 في Discogs

Categoría:Hombres
Categoría:Nacidos en 1972
Categoría:Fallecidos en 2015